# Oligonicella scudderi
Oligonicella scudderi es una especie de mantis de la familia Thespidae.

## Distribución geográfica
Se encuentra en México, Florida, Luisiana y Texas.